# Sambre
Die Sambre (niederländisch Samber) ist ein 193 Kilometer langer Fluss in Frankreich (88 km) und Belgien (105 km). Unterhalb ihrer Quelle im nordfranzösischen Département Aisne durchquert sie das Département Nord, tritt bei Jeumont über die Grenze zwischen Frankreich und Belgien und mündet in Namur als größter linker Nebenfluss in die Maas.

## Verlauf

### Ehemaliger und heutiger Oberlauf
Ursprünglich entsprang die Sambre am Nordrand des Forêt du Nouvion, knapp zwei Kilometer südöstlich ihrer heutigen Quelle. Der alte Oberlauf wurde aber im 16. Jahrhundert von den Herzögen von Guise in Richtung Oise umgeleitet, um die Wasserversorgung der Mühlen von Étreux zu verbessern und heißt seither Ancienne Sambre (etwa: „Sambre-Altarm“). Durch das zur Umleitung genutzte Tal wurde 1834–1839 auch noch der Canal de la Sambre à l’Oise (deutsch: Sambre-Oise-Kanal) gebaut. Nach Erreichen des Kanals (zwischen den Dörfern Boué-la-Marsaude und Etreux) fließt das Flüsschen unter dem Namen Morteau neben diesem zum Noirrieu („Schwarzbach“).
Die Sambre entspringt heute in 215 Metern Höhe als Ruisseau de France („Bach von Frankreich“), auch Rieu de Robissieu oder Nouvelle Sambre („Neue Sambre“), im Wäldchen La Haie Equiverlesse, 4 Kilometer östlich von Le Nouvion-en-Thiérache. Der heutige Oberlauf erreicht 14 Kilometer weiter unterhalb die seit der Ableitung nur noch vom Kanal genutzte Niederung bei Oisy, zwei Kilometer nördlich des ehemaligen Oberlaufs.

### Weiterer Verlauf

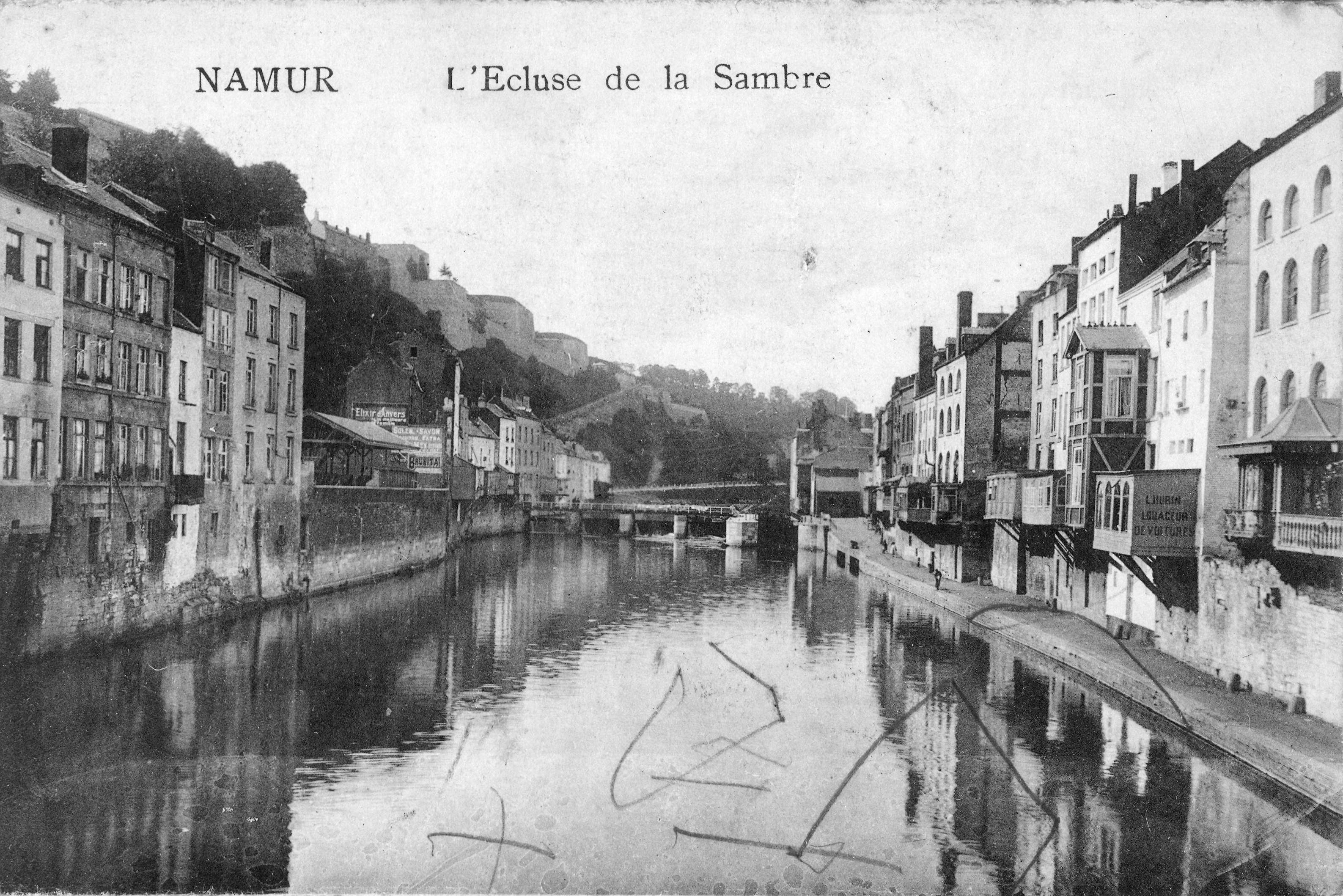
Postkarte 1914: NAMUR: L'Ecluse de la Sambre

Auf den ersten 16 Kilometern durch die Sambreniederung bis Landrecies verlaufen Sambre und Kanal nebeneinander.
Von dort bis zur Mündung in die Maas ist die Sambre selbst als Schifffahrtsstraße kanalisiert, mit zwei Schleusen in Frankreich und 16 Schleusen in Belgien, davon 10 oberhalb von Charleroi-Monceau. Im 19. und 20. Jahrhundert war sie einer der Haupttransportwege im südbelgischen Kohlerevier. Ab Berlaimont ist der Talgrund eng. Die im weiteren Verlauf berührten Städte Hautmont und Maubeuge gehören zum nordfranzösischen Industriegürtel.
In der Wallonie fließt die Sambre durch die Provinzen Hennegau und Namur. Der Talabschnitt um das Städtchen Thuin im Hennegau ist noch eher ländlich geprägt. Weiter östlich tritt sie in den Ballungsraum der Großstadt Charleroi ein, wo zwischen dem heutigen Stadtteil Monceau-sur-Sambre und dem Stadtzentrum der durch das Tal des Sambre-Nebenflusses Pieton verlaufende Kanal Charleroi-Brüssel anschließt. Durch stark zersiedelte Talräume erreicht die Sambre Namur, wo sie 45 m. ü. M. in die Maas mündet.

## Geschichtliches
Vor allem in älterer Forschungsliteratur wurde angenommen, dass ein von Gaius Iulius Caesar in seinem Kommentar zum Gallischen Krieg Sabis genannter Fluss mit der Sambre identisch sei. An diesem Fluss schlug Caesar 57 v. Chr. in einem schweren Kampf die Nervier und deren Verbündete, die Atrebaten und Viromanduer. Nach einer übertreibenden Bemerkung des römischen Feldherrn seien die Nervier dabei fast vollständig vernichtet worden. Inzwischen neigt die Forschung eher zur Meinung, dass Caesar seinen Sieg über die Nervier nicht an der Sambre errang, sondern an der Selle, einem Nebenfluss der Schelde.
Vom 10. Mai bis zum 4. Juni 1794 durchbrachen französische Truppen unter Jourdan die Sambre-Linie der Alliierten durch die Gefechte bei Rouvroy, Merbes-le-Château und Gosselies. 
Auch im 20. Jahrhundert fanden an den Ufern der Sambre militärische Auseinandersetzungen statt, so während des Ersten Weltkriegs im August 1914 die erste und im November 1918 die zweite Schlacht an der Sambre sowie während der Frühphase des Zweiten Weltkriegs im Mai 1940 eine weitere Schlacht an der Sambre.

## Eponyme
Der am 15. Dezember 1979 entdeckte Asteroid (4016) Sambre trägt seit 1991 den Namen des Flusses.